# Opium (KMFDM)
Opium è il primo album dei KMFDM, pubblicato nel 1984.

## Tracce

### Versione del 1984
1. "Penetration"
2. "Splatter"
3. "Fix Me Up"
4. "Get It On"
5. "Mating Sounds of Helicopters"
6. "Warp'd"
7. "Your Monkey's Business"
8. "Helmut Mein Helmut"
9. "Cuntboy"
10. "The Smell"

### Versione del 2002
1. "Fix Me Up" – 3:39
2. "Splatter" – 3:50
3. "The Smell" – 4:05
4. "Helmut Mein Helmut" – 4:43
5. "Warp'd" – 2:34
6. "Penetration" – 4:09
7. "Entschuldigung" – 3:42
8. "Cuntboy" – 6:08
9. "RAF Ok" – 4:24
10. "Mating Sounds of Helicopters" – 6:26

## Formazione
- Sascha Konietzko
- Raymond Watts
- Ton Geist